# Marcel Petala
Marcel Petala (n. 17 iunie 1892, Buzău, România - d. c. 1955) a fost un ofițer superior român din cel de-al Doilea Război Mondial, condamnat în 1945 la muncă silnică pe viață pentru crime de război.
A absolvit Școala de Ofițeri de geniu în 1913 și a fost înaintat la gradul de căpitan la 1 septembrie 1927 și apoi la cel de locotenent-colonel la 1 ianuarie 1934.
A luptat în cel de-al Doilea Război Mondial, fiind înaintat la 11 noiembrie 1941 la gradul de colonel, cu vechimea de la 31 octombrie 1941. A fost pretorul Armatei a 3-a (1941) și apoi inspector general al Jandarmeriei în Transnistria. În 1945 a fost condamnat la muncă silnică pe viață pentru crime de război.